# Rue du Paon-Blanc
Pour les articles homonymes, voir Rue du Paon.
La rue du Paon-Blanc est une ancienne voie de Paris qui était située dans l'ancien 9e arrondissement et qui a disparu dans la résorption de l'îlot insalubre no 16 vers 1941.

## Origine du nom
Cette rue prit porte ce nom en raison d'une enseigne.

## Situation
Située dans l'ancien 9e arrondissement, quartier de l'Hôtel-de-Ville, la rue du Paon-Blanc, d'une longueur de 19,50 mètres, commençait aux 48-50, quai des Ormes et finissait aux 39-41, rue de la Mortellerie.
L'inscription était noire, mais cette rue ne comportait aucun numéro.

## Historique
L'écrivain et imprimeur Gilles Corrozet désigne cette voie sous le nom de « Descente à la rivière ».
Cette voie était une ruelle étroite entre les gros murs des maisons voisines,.
Initialement large de 3,7 mètres, une décision ministérielle du 13 thermidor an VI (31 juillet 1798), signée François de Neufchâteau, fixe la largeur de cette voie publique à 6 mètres.
Cette rue a disparu dans la résorption de l'îlot insalubre no 16 vers 1941.